# Phintelloides
Phintelloides Kanesharatnam & Benjamin, 2019 è un genere di ragni appartenente alla famiglia Salticidae.

## Distribuzione
Le 11 specie sono state reperite prevalentemente in Sri Lanka (5) e India (3); in Cina e in Asia sudorientale.

## Tassonomia
Per la descrizione delle caratteristiche di questo genere sono stati esaminati gli esemplari tipo di Chrysilla jesudasi Caleb & Mathai, 2014.
Non sono stati esaminati esemplari di questo genere dal 2017.
Attualmente, a gennaio 2022, si compone di 11 specie:
- Phintelloides alborea Kanesharatnam & Benjamin, 2019 — Sri Lanka
- Phintelloides brunne Kanesharatnam & Benjamin, 2019 — Sri Lanka
- Phintelloides flavoviri Kanesharatnam & Benjamin, 2019 — Sri Lanka
- Phintelloides flavumi Kanesharatnam & Benjamin, 2019 — Sri Lanka
- Phintelloides jesudasi (Caleb & Mathai, 2014)[2] — India, Sri Lanka
- Phintelloides manipur Caleb, 2020 — India
- Phintelloides orbisa Kanesharatnam & Benjamin, 2019 — Sri Lanka
- Phintelloides pengi Wang & Li, 2021 — Cina
- Phintelloides singhi (Monga, Singh & Sadana, 1989) — India
- Phintelloides undulatus (Caleb & Karthikeyani, 2015) — India
- Phintelloides versicolor (C. L. Koch, 1846) — India, Myanmar, Thailandia, Malesia, Cina, Taiwan, Corea,   Giappone, Indonesia (Sumatra). Introdotto negli USA (Hawaii)

### Sinonimi
- Phintelloides albiocciput (Bösenberg & Strand, 1906, trasferita dal genere Chira e posta in sinonimia con P. versicolor (C. L. Koch, 1846) a seguito di un lavoro di Prószyński (1983a)[1].
- Phintelloides davidi (Schenkel, 1963, trasferita dal genere Dexippus per Schenkel e dal genere Icius per la Wesolowska e posta in sinonimia con P. versicolor (C. L. Koch, 1846) a seguito di un lavoro di Song (1982a)[1].
- Phintelloides dimorphus (Dönitz & Strand, 1906, trasferita dal genere Aelurillus e posta in sinonimia con P. versicolor (C. L. Koch, 1846) a seguito di un lavoro di Yaginuma (1955c)[1].
- Phintelloides munita (Bösenberg & Strand, 1906, trasferita dal genere Icius e posta in sinonimia con P. versicolor (C. L. Koch, 1846) a seguito di un lavoro di Yaginuma (1977c)[1].
- Phintelloides munita chinesica (Strand, 1907, trasferita dal genere Jotus e posta in sinonimia con P. versicolor (C. L. Koch, 1846) a seguito di un lavoro di Chen & Gao del 1990[1].
- Phintelloides tschekiangensis (Schenkel, 1963, trasferita dal genere Dexippus per Schenkel e dal genere Icius per la Wesolowska e posta in sinonimia con P. versicolor (C. L. Koch, 1846) a seguito di un lavoro di Zabka del 1985[1].